# 84882 Table Mountain
84882 Table Mountain este o planetă minoră (asteroid), cu un diametru de 3,023 km, din centura de asteroizi. A fost descoperită pe 1 februarie 2003 la Table Mountain Observatory⁠(d) de James Whitney Young⁠(d) și a fost numită după Table Mountain Observatory⁠(d). 
Obiectul prezintă o orbită caracterizată de o semiaxă mare de 2,6331009659669 UAi, o excentricitate de 0,29, o înclinație de 13,9 ° în raport cu ecliptica.